# Дом злодеев. Мышиный дом
«Дом злодеев. Мышиный дом» (иногда переводится как «Мышиный дом, или Дом злодеев») (англ. Mickey’s House of Villains) — американский полнометражный мультфильм студии Walt Disney Television Animation, выпущенный в 2001 году сразу на видео и DVD без предварительного показа в кинотеатрах. Премьерный показ состоялся в Германии. Снят по мультсериалу «Мышиный дом».

## Сюжет
Клуб Микки Мауса «Мышиный дом» пытаются захватить злодеи из различных мультфильмов Уолта Диснея. Положительные персонажи тех же мультфильмов отстаивают своё заведение. Лента наполнена всевозможными пародиями на картины той же студии, в процессе повествования полностью показываются несколько короткометражных мультфильмов прошлых лет.

## Роли озвучивали
- Уэйн Оллвайн — Микки Маус
- Расси Тейлор — Минни Маус
- Тони Ансельмо — Дональд Дак
- Билл Фармер — Гуфи
- Джонатан Фриман[англ.] — Джафар (из «Аладдина»)
- Кори Бёртон — Капитан Крюк (из «Питера Пэна») / Чернабог (из «Фантазии»)
- Джеймс Вудс — Аид (из «Геркулеса») (речь)
- Роб Полсен — Аид (вокал)
- Пэт Кэрролл — Урсула (из «Русалочки»)
- Тресс Макнилл — Дейзи Дак / Червонная Королева / Си / Эм / Мойры
- Гилберт Готтфрид — попугай Яго (из «Аладдина»)
- Сьюзан Блэйксли — Стервелла Де Виль (из «101 далматинца»)
- Лоис Неттлтон — Малефисента (из «Спящей красавицы»)
- Джим Каммингс — Серый волк / Каа (из «Книги джунглей»)
- Скотт Уайнгер — Аладдин
- Джон Фидлер — Пятачок

## Мультфильмы в мультфильме
- «Одинокие привидения» (1937)
- «Дональд Дак и горилла» (1944)
- «Кошелёк или жизнь» (1952)
- «Механический дом Микки» (англ. Mickey's Mechanical House) (1999)
- «Хэллоуинский ужас Дональда» (англ. Donald's Halloween Scare) (2000)
- и другие

## Премьерный показ в разных странах
- Германия — 15 ноября 2001
- США — 3 сентября 2002
- Япония — 18 апреля 2003
- Швеция — 8 октября 2003